# August 1913
Portal Geschichte | Portal Biografien | Aktuelle Ereignisse | Jahreskalender | Tagesartikel

◄ |
19. Jahrhundert |
20. Jahrhundert
| 21. Jahrhundert

◄ |
1880er |
1890er |
1900er |
1910er
| 1920er | 1930er | 1940er | ►

◄ |
1909 |
1910 |
1911 |
1912 |
1913
| 1914 | 1915 | 1916 | 1917 | ►

◄ |
Mai 1913 |
Juni 1913 |
Juli 1913 |
August 1913 |
September 1913 |
Oktober 1913 |
November 1913 |
►
Dieser Artikel behandelt tagesbezogene Nachrichten und Ereignisse im August 1913.

## Tagesgeschehen

### Samstag, 9. August

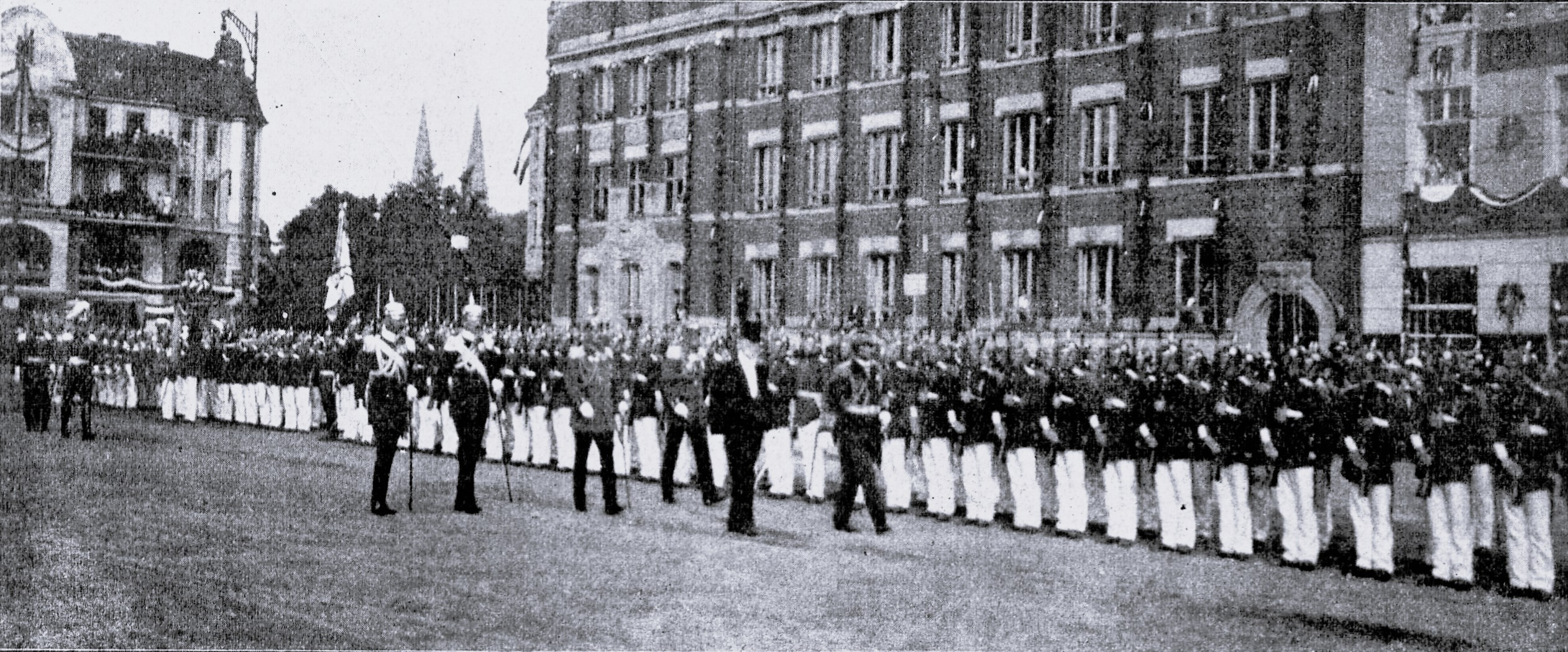
Letzter Besuch des Kaisers in Lübeck

- Kaiserreich Deutschland: Friedrich Bergius meldet ein Verfahren zur „Kohleverflüssigung“ zum Patent an.[1][2] Diese Methode für die Hydrierung von Kohle ist der Grundstein für das spätere Bergius-Pier-Verfahren.
- Oxford/Vereinigtes Königreich: In seiner 27. Sitzung nimmt das Institut de Droit international unter dem Titel Manuel des lois de la guerre maritime („Die Regeln des Seekrieges“) ein zum Teil als Oxford Manual bezeichnetes Vertragswerk an, das Vorschriften zur Seekriegsführung enthält. Es handelt sich größtenteils um eine Zusammenfassung der Regeln, die durch mehrere der Haager Abkommen von 1907 bereits geltendes Völkerrecht darstellen.
- Lübeck/Deutsches Kaiserreich: Kaiser Wilhelm II. besucht die Stadt. Zusammen mit Bürgermeister Johann Georg Eschenburg schreitet er die vor dem Lübecker Hauptbahnhof, in welchem vorher der Hofzug Kaiser Wilhelms II. eingefahren war, die zu dessen Empfang angetretene Ehrenformation des Infanterie-Regiments „Lübeck“ (3. Hanseatisches) Nr. 162 ab. Am Ende der Abschreitenden folgen in einigem Abstand der Regimentskommandeur, Oberst Otto von Koppelow, sowie der Brigadekommandeur, Generalmajor Curt von Morgen, der 81. Infanterie-Brigade. Letztgenannter erstattete im Anschluss dem Kaiser als der ranghöchste Offizier Report.[3]

### Sonntag, 10. August

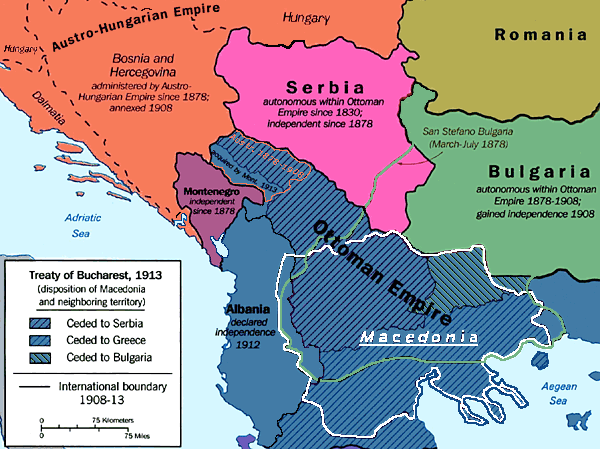
Der Westbalkan nach dem Friedensvertrag von Bukarest

- Bukarest/Rumänien: Angesichts der feindlichen Übermacht unterschreibt das Zarentum Bulgarien die Verträge zum Frieden von Bukarest. Damit endet der Zweite Balkankrieg. Außerdem muss das Land den Traum von einem Staat in den Grenzen des Friedens von San Stefano begraben und große Gebiete abtreten.

### Dienstag, 12. August

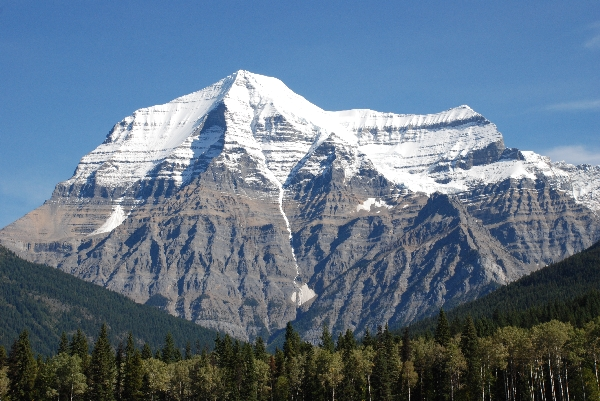
Südseite des Mount Robson

- Mukrena/Deutsches Kaiserreich: In der Karl-Grieseler-Werft läuft der erste eiserne Kahn vom Stapel.
- Kanada: Der österreichische Bergsteiger Konrad Kain erreicht zusammen mit Albert MacCarthy und William Wasbrough Foster den Gipfel des Mount Robson, des höchsten Berges der Canadian Rockies, wo er die legendär gewordenen Worte: „Gentleman, weiter als hierher kann ich Sie nicht führen“ spricht. Es ist allerdings nicht bewiesen, ob es sich dabei um eine Erstbesteigung handelt.

### Donnerstag, 14. August

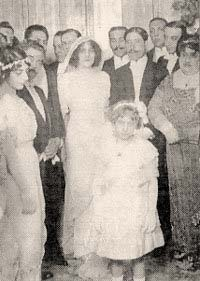
Hochzeit Agustinis mit Enrique Job Reyes

- Scilly-Inseln/Vereinigtes Königreich: Das unter deutscher Flagge fahrende Vollschiff, d. h. ein Segelschiff mit drei rahgetakelten Masten, Susanna läuft auf Grund. Das von der Werft Blohm + Voss gebaute Schiff war seit 1892 in Betrieb.
- Montevideo/Uruguay: Delmira Agustini, eine der größten lateinamerikanischen Dichterinnen des frühen 20. Jahrhunderts, heiratete Enrique Job Reyes. Sie verlässt ihn aber schon zwei Monate später und lässt sich kurz darauf von ihm scheiden. Am 6. Juli 1914 tötet Reyes Agustini mit zwei Schüssen in den Kopf und begeht danach Selbstmord.[4]

### Dienstag, 19. August

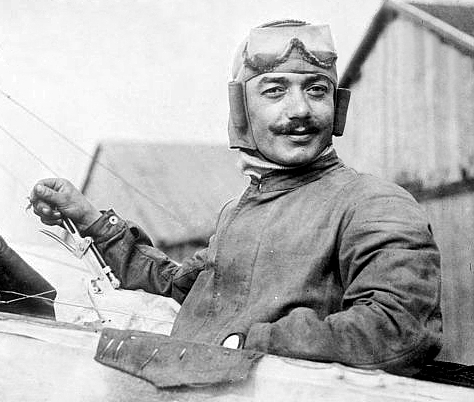
Adolphe Pégoud

- Frankreich: Adolphe Pégoud springt als erster Pilot in der Geschichte der Luftfahrt erfolgreich mit dem Fallschirm aus einem Flugzeug ab.[5]
- Deutsches Kaiserreich: Max Ullmann patentiert in der Patentschrift mit der Nummer 287214 das Flachdruckverfahren: Manuldruck.[6]
- Österreich-Ungarn: Heinrich Stefan Peschka patentiert ein Verfahren, das sowohl Ton- als auch Farbaufnahmen beim Film ermöglichen soll. Es wird in der Folge aber nicht umgesetzt da im damit zwar Tonaufzeichnungen am Filmstreifen gelingen, er aber die Synchronität von Bild und Ton nicht gewährleisten kann.

### Donnerstag, 21. August

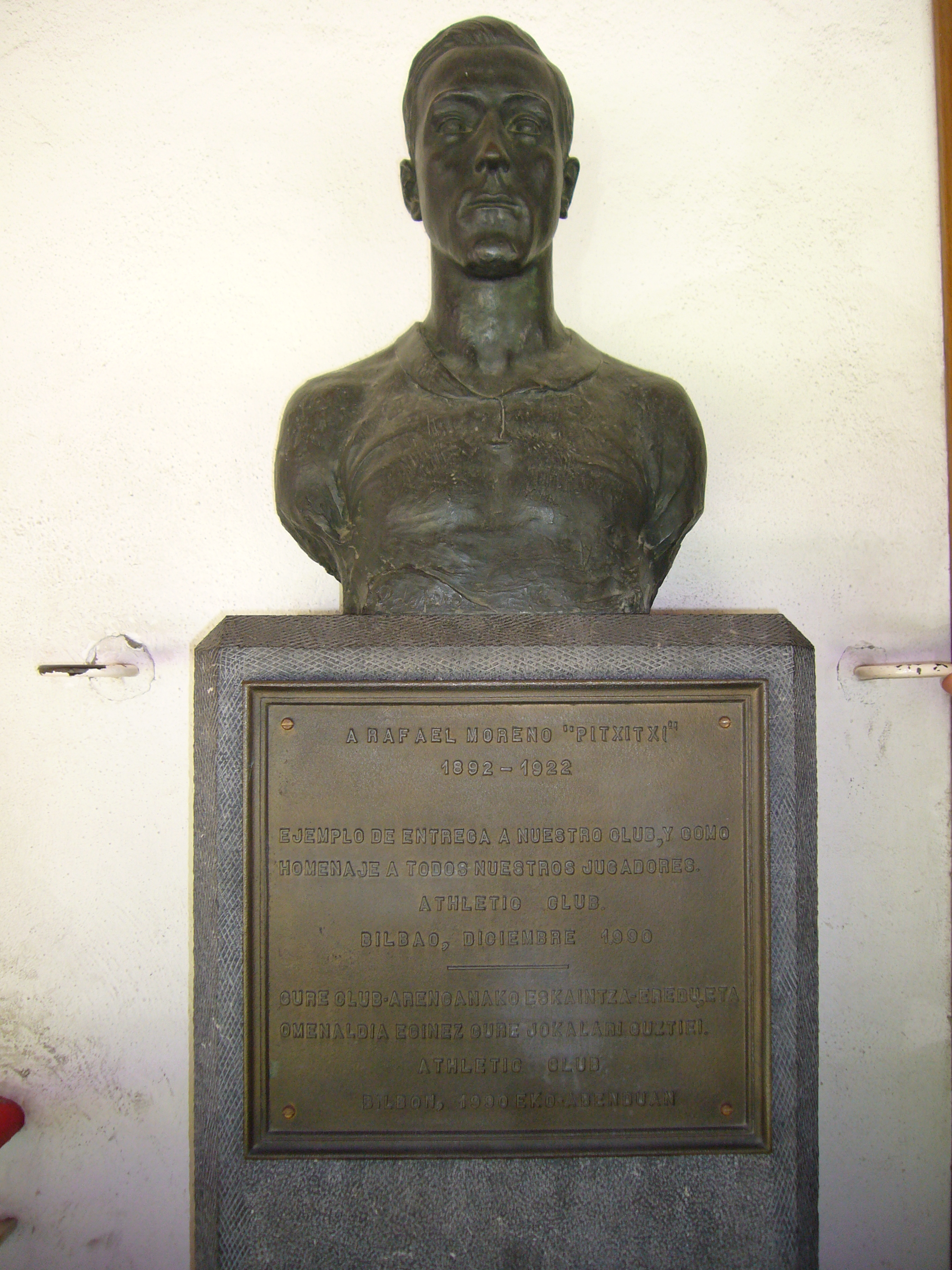
Büste zum Gedenken an Pichichi

- Bilbao/Spanien: Das San Mamés-Stadion, die Heimstätte von Athletic Bilbao, wird mit einem Spiel gegen Racing de Irún eröffnet. Das 1:0 schießt Pichichi, zu dessen Ehre nach seinem Tod unter dem Dach der Haupttribüne eine Büste aufgestellt wird (Endstand 1:1).
- Paris/Frankreich: Oscar Egg legt mit dem Rennrad in einer Stunde eine Distanz von 43.525 km zurück und erreicht damit einen neuen Stundenweltrekord. Marcel Berthet stellt aber schon am 20. November desselben Jahres den Rekord ein.

### Dienstag, 26. August

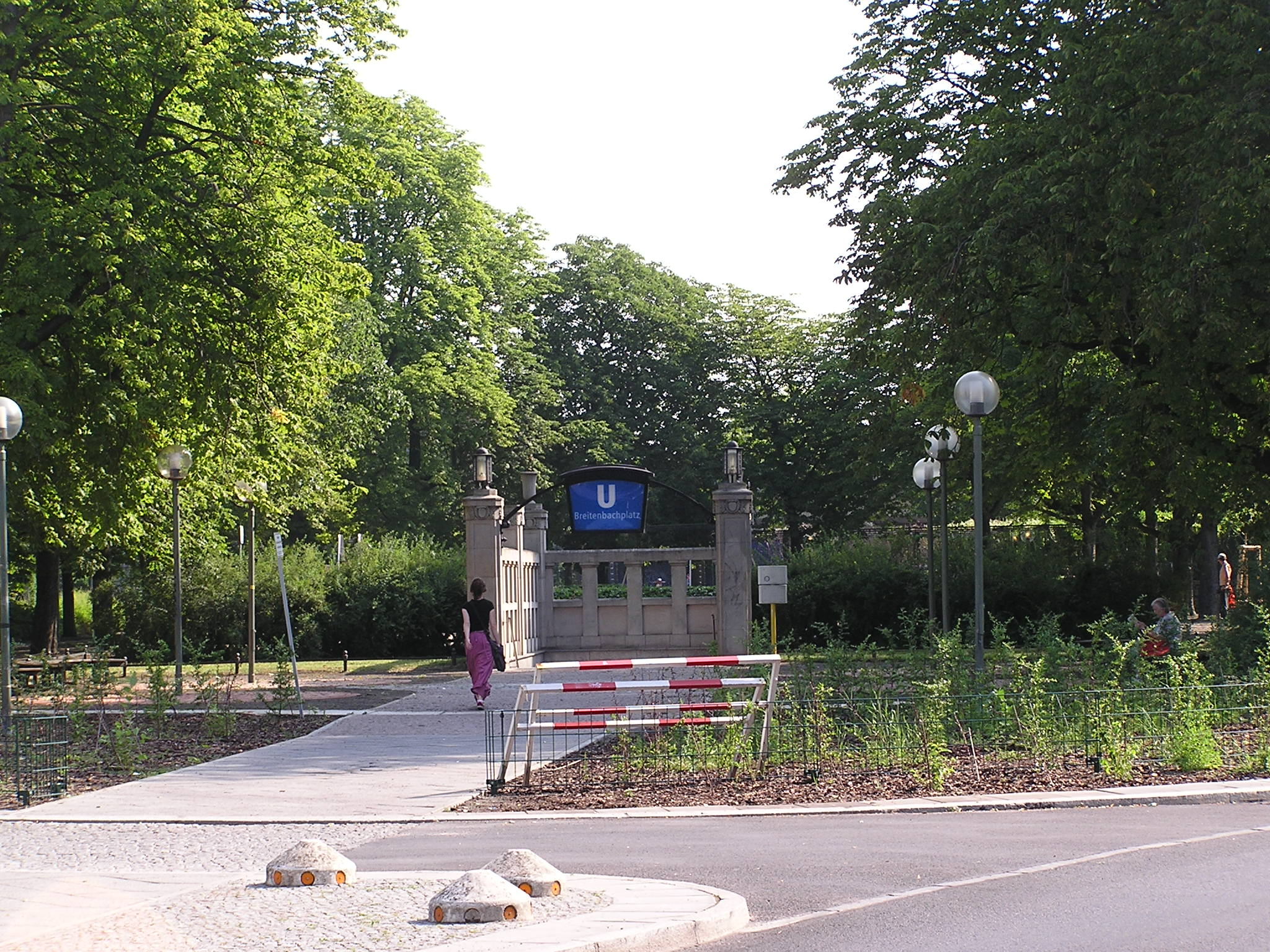
Südwestliche Seite des Breitenbachplatzes mit einem der drei Zugänge zur U-Bahn.

- Berlin/Deutsches Kaiserreich: Anlässlich der Eröffnung der U-Bahn-Linie nach Dahlem erhält der, zuvor als Rastatter Platz bekannte Platz den neuen Namen Breitenbachplatz. Namensgeber ist der – bei der Eröffnung anwesende – preußische Minister für öffentliche Arbeiten Paul von Breitenbach.
- Heidelberg/Deutsches Kaiserreich: Der Astronom Franz Kaiser entdeckt den Asteroid des Hauptgürtels (759) Vinifera. Er benennt ihn nach Vitis vinifera, der lateinischen Bezeichnung der Weinrebe.

### Mittwoch, 27. August

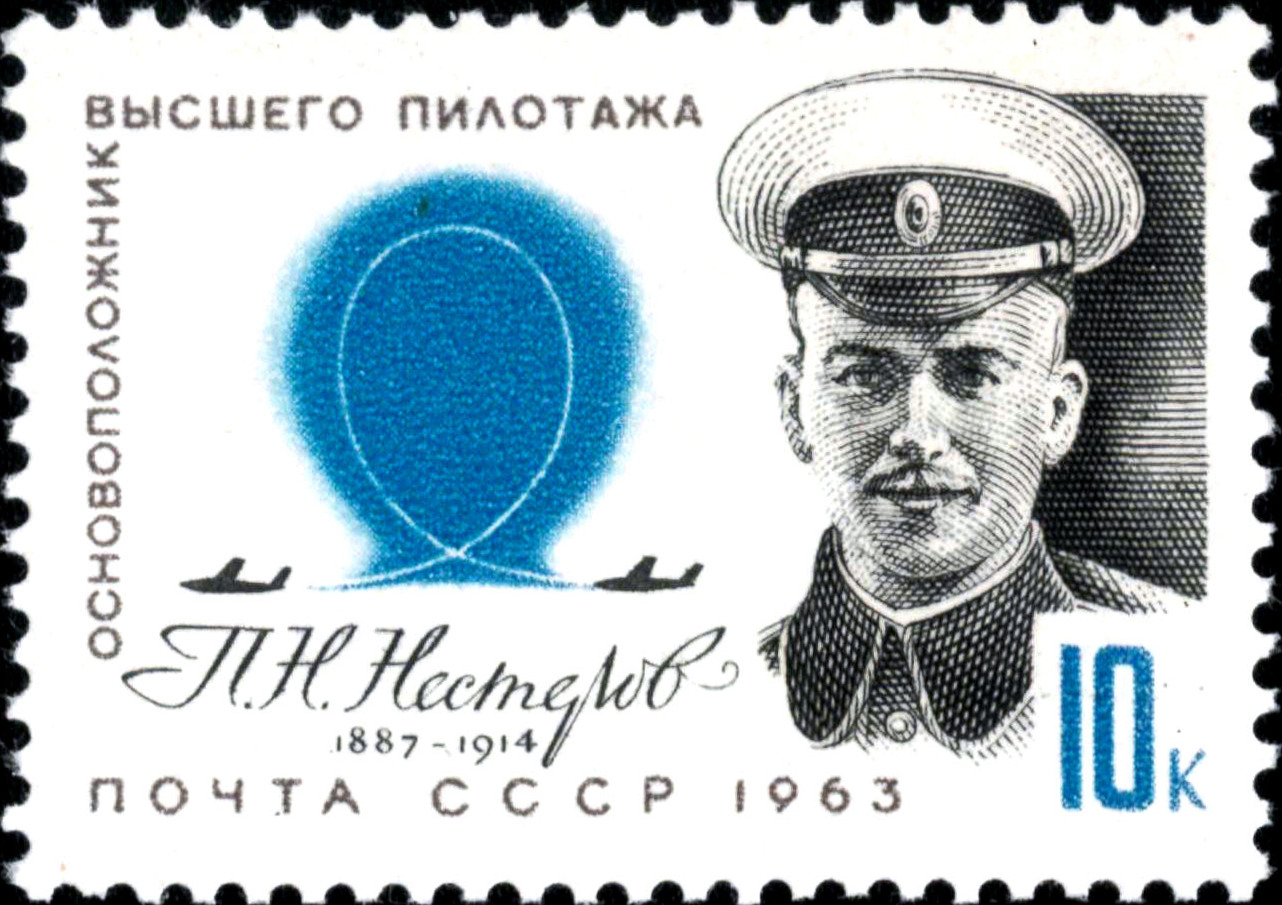
Nesterows Looping (Sowjetische Sondermarke)

- Bydgoszcz/Deutsches Kaiserreich: Paul Mitzlaff, seit 15. August 1910 Bürgermeister der Stadt, erhält die goldene Kette des Oberbürgermeisters.
- Seggebruch/Deutsches Kaiserreich: Die neue Kirche der evangelisch-lutherischen Kirchengemeinde wird eingeweiht.
- Russland: Pjotr Nikolajewitsch Nesterow gelingt als ersten Piloten ein Looping. Der russische Pilot wird dadurch über Nacht berühmt.

### Freitag, 29. August
- Niederlande: Pieter Cort van der Linden löst Theo Heemskerk als niederländischer Ministerpräsident ab und wird auch Innenminister. Er bleibt bis 9. September 1918 im Amt.